# حيدر السويدي
حيدر كريم فهد السويدي وهو سياسي عراقي شغل منصب عضو في مجلس النواب العراقي في دورته الأولى من عام 2005 إلى 2010. وهو من أهالي مدية القاسم من عائله عراقيه معروفه في الوسط الديني. انضم إلى صفوف المجلس الأعلى الإسلامي عام 2005 حيث أصبح عضوا فيه. عمل محاضرا في جامعة بابل منذ عام 1996 ويحمل شهادة الدكتوراة في اللغة العربية.